# Torneio de Montreux de 1958
O Torneio de Montreux de 1958  foi a 32ª edição do Torneio de Montreux.

## Resultados
|    | Equipe             | Pts | J | V | E | D | GM | GS | DG  |
| -- | ------------------ | --- | - | - | - | - | -- | -- | --- |
| 1º | / Lourenço Marques | 21  | 7 | 7 | 0 | 0 | 41 | 12 | 29  |
| 2º | Espanha            | 19  | 7 | 6 | 0 | 1 | 37 | 11 | 26  |
| 3º | Montreux HC        | 15  | 7 | 4 | 0 | 3 | 34 | 24 | 10  |
| 4º | Itália             | 15  | 7 | 3 | 2 | 2 | 28 | 22 | -4  |
| 5º | Inglaterra         | 13  | 7 | 3 | 0 | 4 | 27 | 37 | -10 |
| 6º | Alemanha           | 12  | 7 | 2 | 1 | 4 | 21 | 32 | -11 |
| 7º | Bélgica            | 10  | 7 | 1 | 1 | 5 | 18 | 26 | -8  |
| 8º | França             | 7   | 7 | 0 | 0 | 7 | 12 | 44 | -32 |

|                    | Suíça | Itália | Portugal | Bélgica | Espanha | Inglaterra | França | Alemanha |
| ------------------ | ----- | ------ | -------- | ------- | ------- | ---------- | ------ | -------- |
| Montreux HC        |       | 1-3    | 3-5      | 5-3     | 3-4     | 6-2        | 8-3    | 8-4      |
| Itália             |       |        | 1-8      | 2-2     | 2-4     | 5-3        | 2-1    | 3-3      |
| / Lourenço Marques |       |        |          | 3-1     | 4-2     | 8-2        | 9-3    | 4-0      |
| Bélgica            |       |        |          |         | 1-6     | 4-5        | 4-1    | 3-4      |
| Espanha            |       |        |          |         |         | 6-1        | 10-0   | 5-0      |
| Inglaterra         |       |        |          |         |         |            | 7-2    | 7-6      |
| França             |       |        |          |         |         |            |        |          |
| Alemanha           |       |        |          |         |         |            |        |          |